# Plebiscito della Carinzia

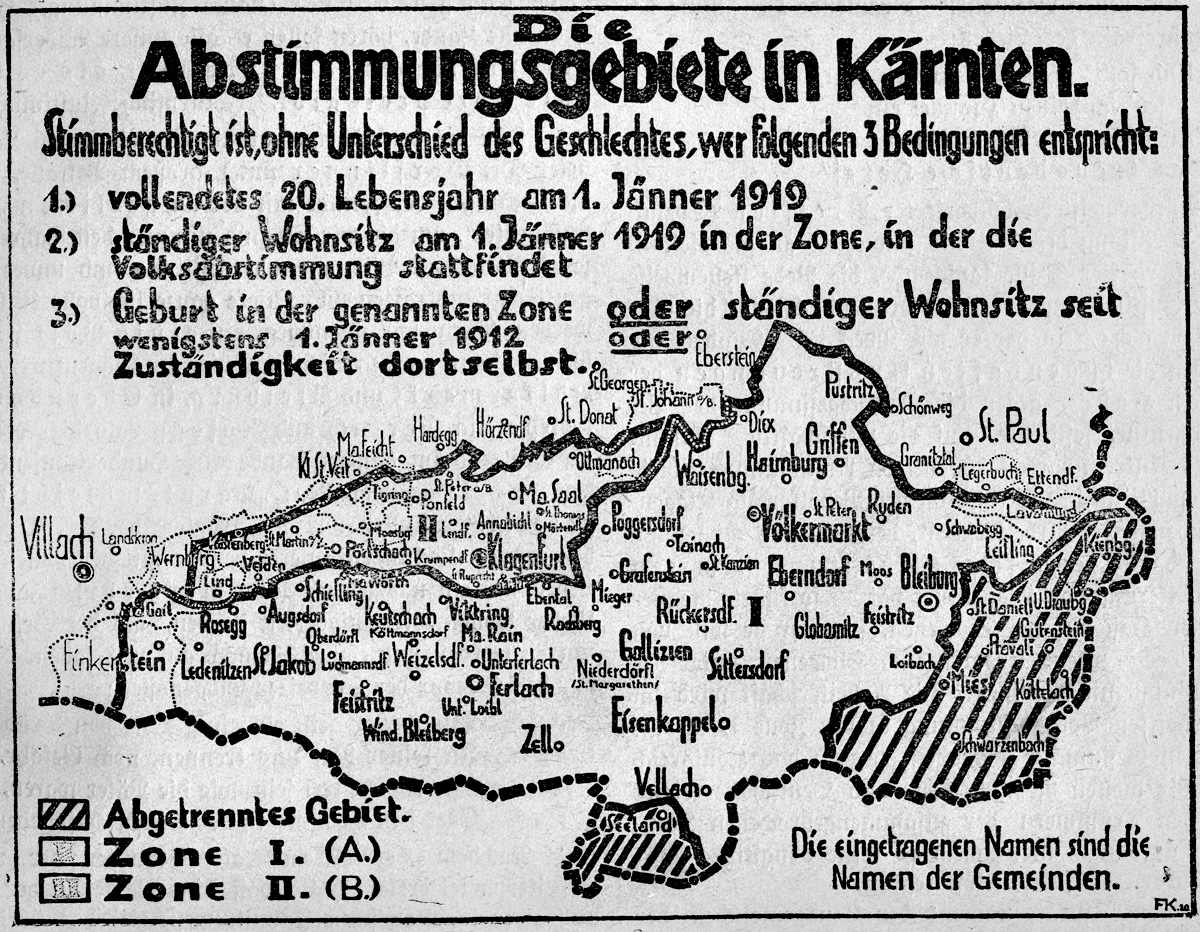
Manifesto elettorale d'epoca riportante i requisiti di voto e la mappa delle zone A e B, entrambe rimaste austriache. Le zone ombreggiate furono invece cedute senza plebiscito al Regno Serbo-Croato-Sloveno

L'esito del plebiscito nella "Zona A". Molti comuni al confine meridionale si espressero a favore della Jugoslavia ma in termini di popolazione la maggioranza optò per rimanere austriaca

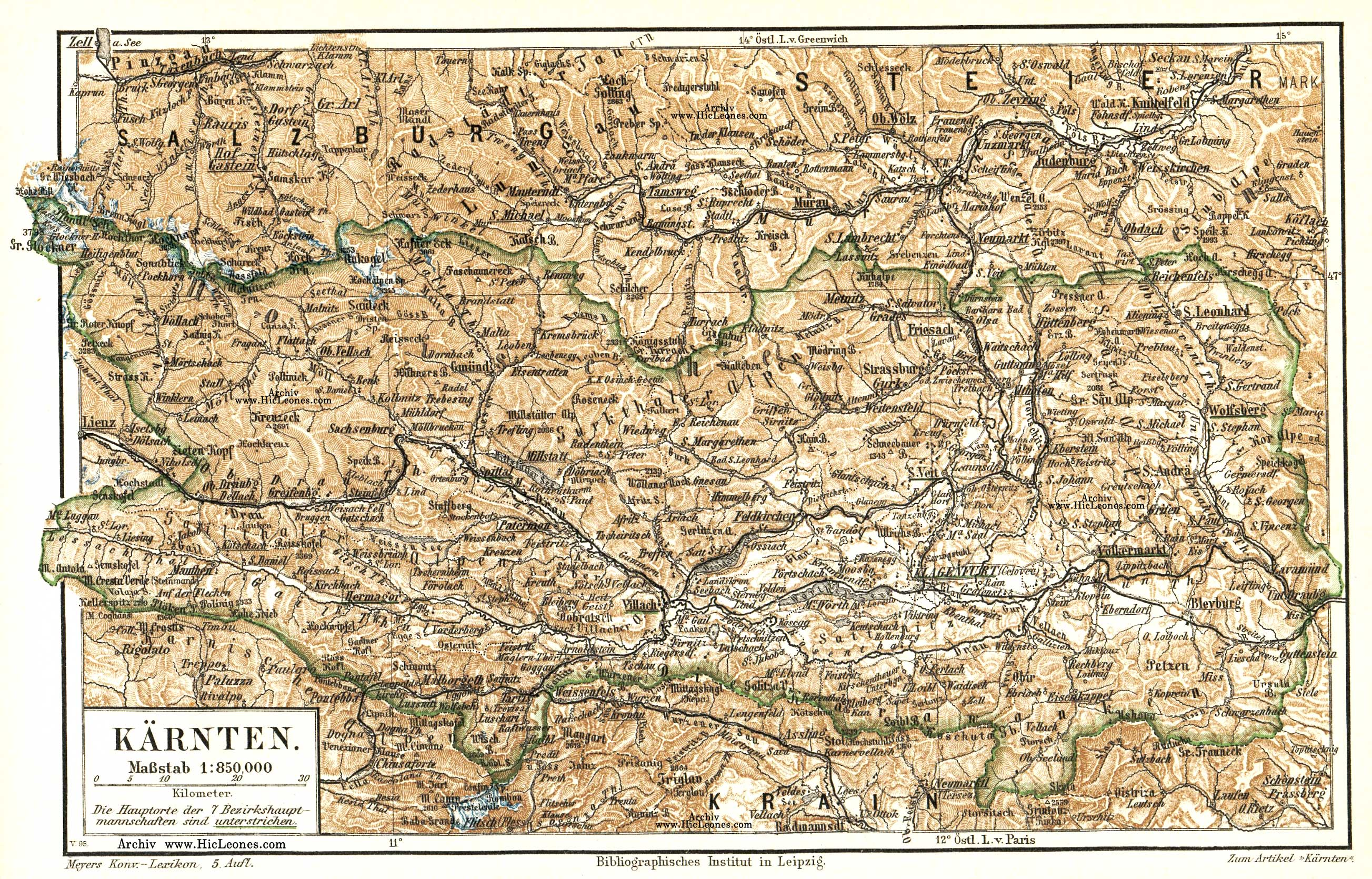
Mappa della Carinzia con i confini dell'epoca austro-ungarica

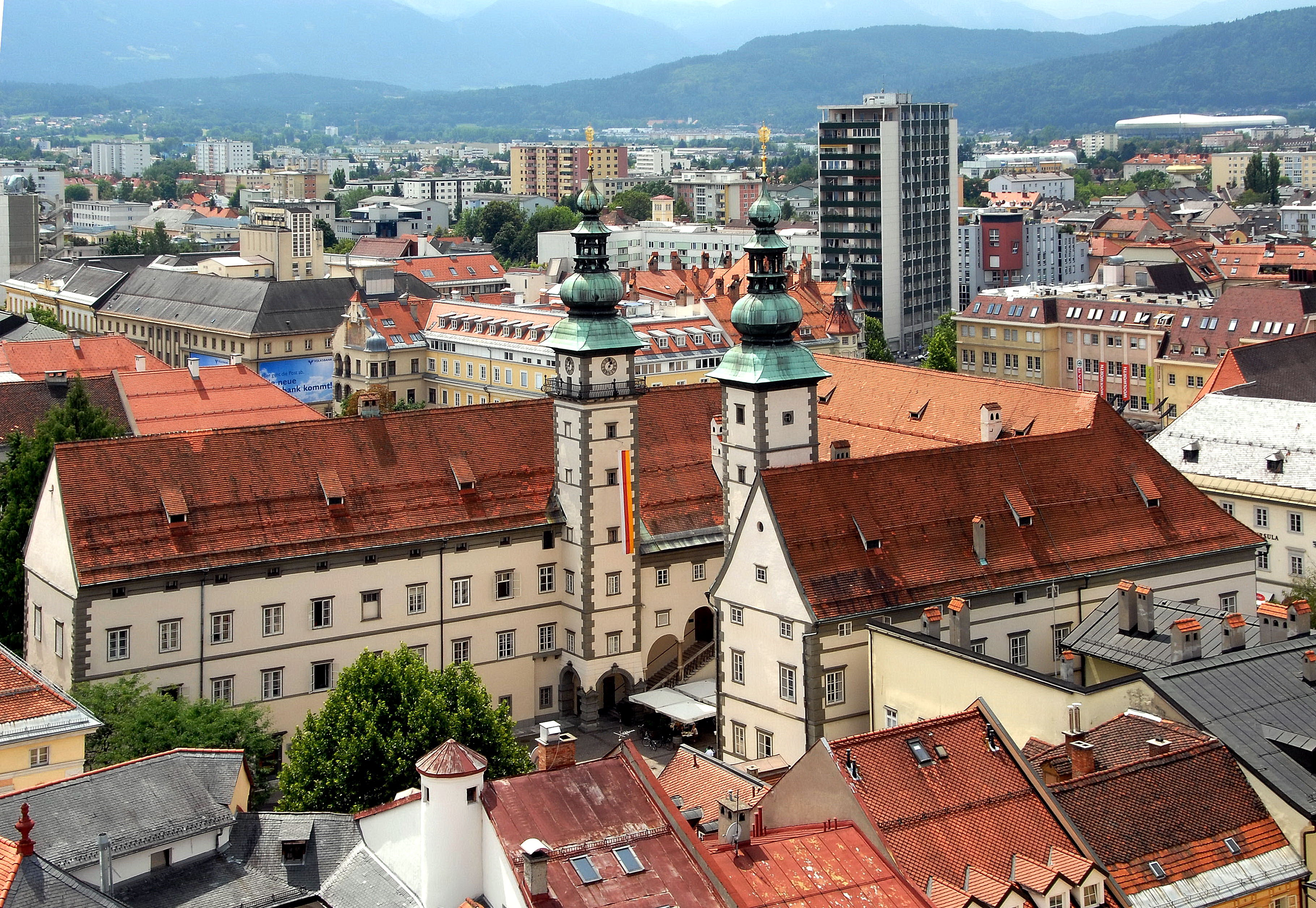
Vista di Klagenfurt. Il capoluogo della Carinzia evitò il plebiscito grazie al risultato nella “Zona A”

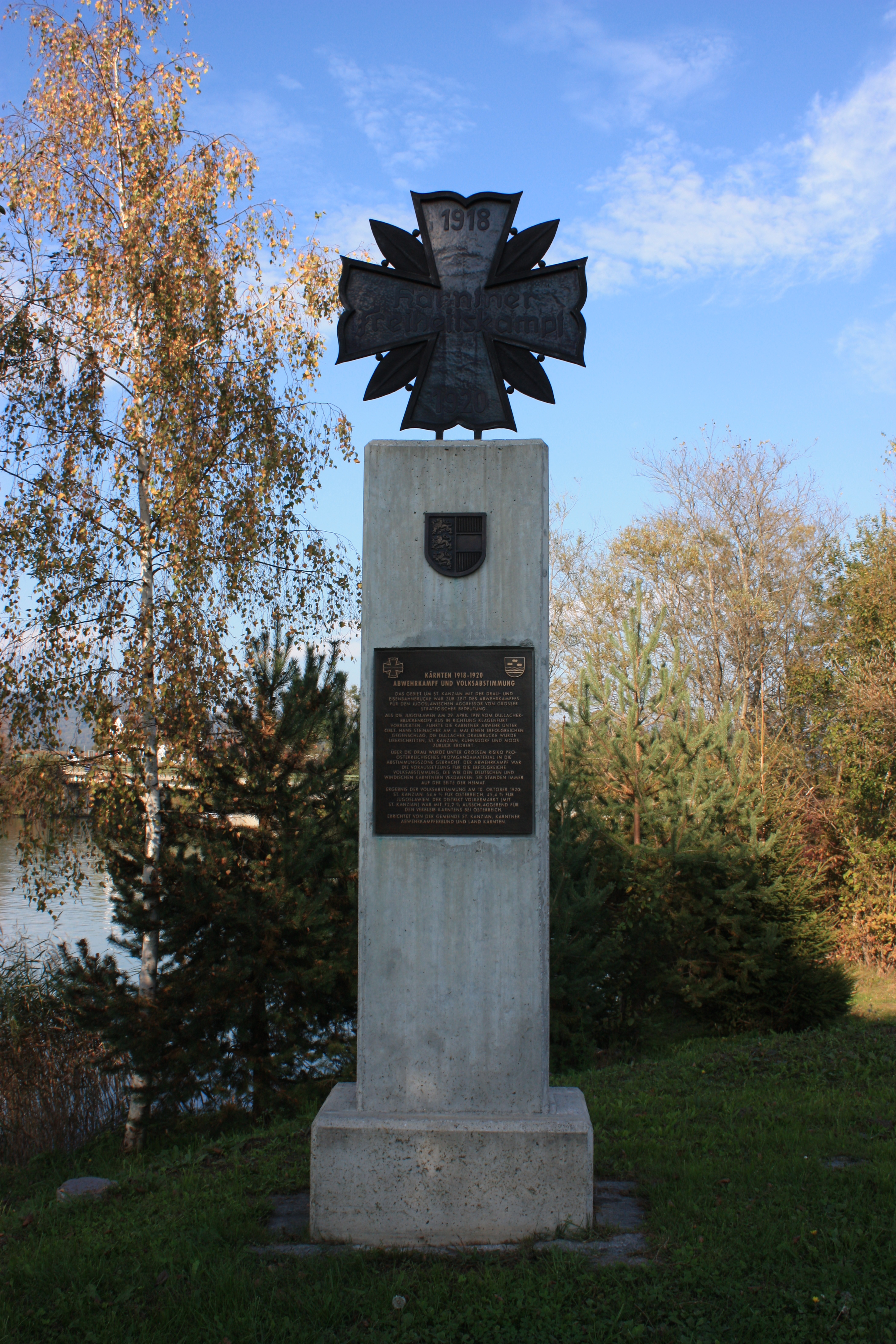
Cippo commemorativo del plebiscito a Sankt Kanzian am Klopeiner See

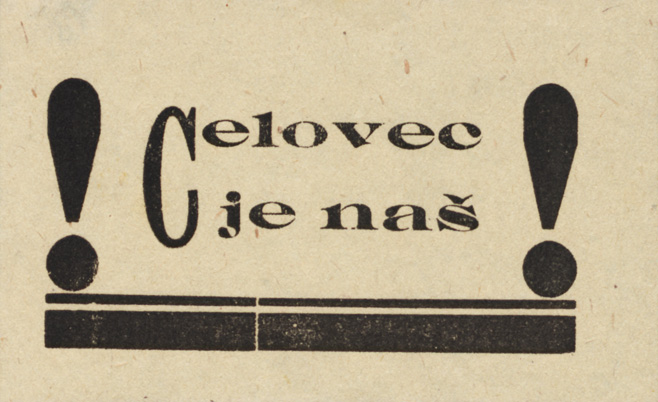
Nell'imminenza del plebiscito la propaganda fu forte da entrambi i lati. Qui un manifesto in sloveno che recita "Klagenfurt è nostra!"

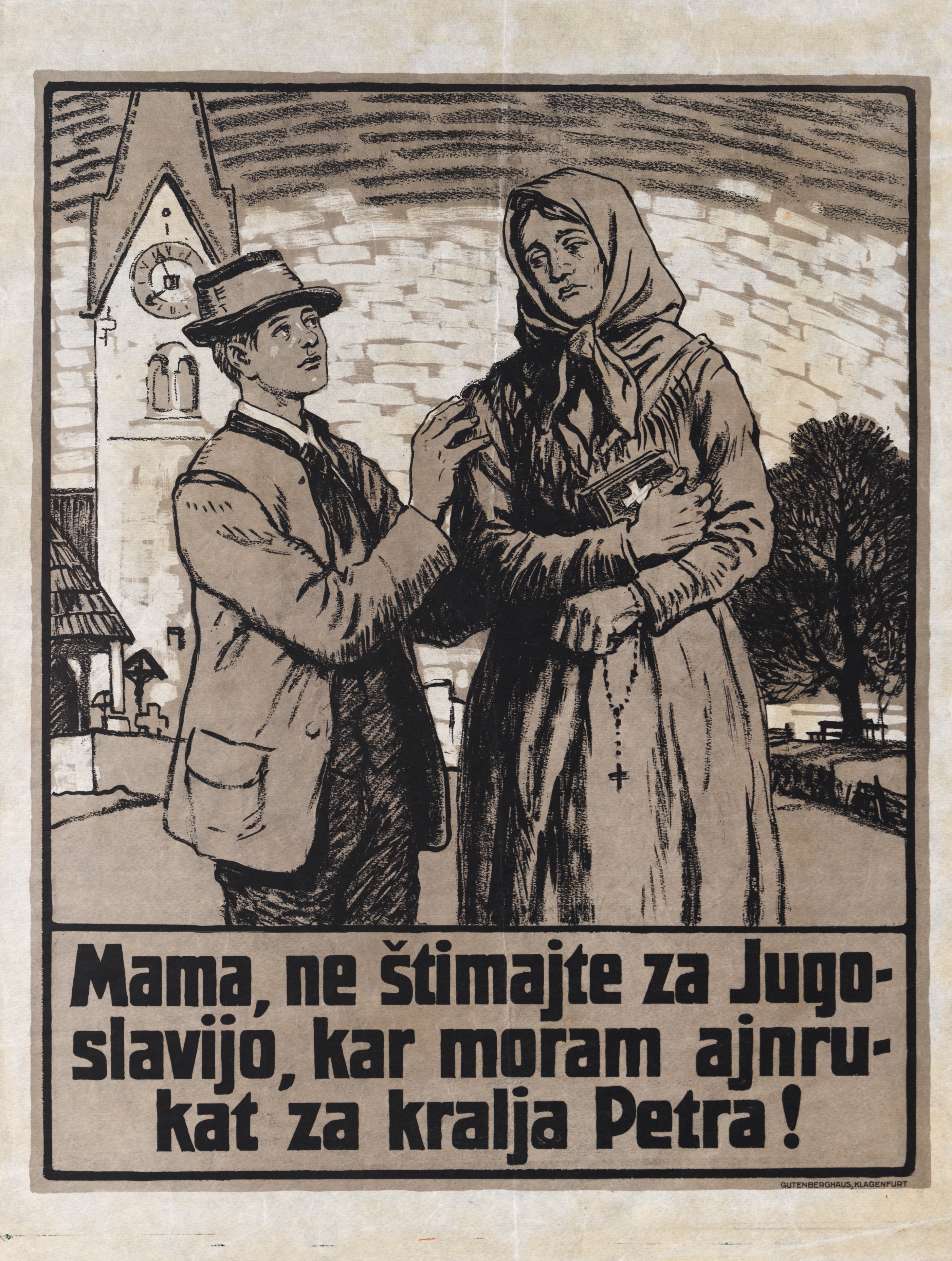
Manifesto pro-austriaco rivolto alla popolazione di lingua slovena: "Mamma, non votare per la Jugoslavia, perché altrimenti devo arruolarmi per il re Pietro"

Il Plebiscito della Carinzia del 1920 fu un referendum tenutosi il 10 ottobre previsto nel primo dopoguerra dal trattato di pace di Saint-Germain e fu indetto allo scopo di stabilire la sovranità su due zone della Carinzia sudorientale, facenti parte dell'Austria ma rivendicate dal Regno dei Serbi, Croati e Sloveni. L'esito della consultazione nella Zona A garantì all'Austria la sovranità su entrambe le zone contese.

## Premessa
Per secoli e prima della prima guerra mondiale, la Carinzia era stata un ducato appartenente agli Asburgo ed era confluita nei territori dell'Impero d'Austria. La popolazione della regione era costituita da una maggioranza di lingua tedesca e da una minoranza slovena; quest'ultima, concentrata nella parte sudorientale della Carinzia, risultava maggioritaria in una larga fascia al confine meridionale della regione.

### La dissoluzione dell'impero austro-ungarico
Nelle ultime convulse settimane della prima guerra mondiale, quando divenne chiaro che l'Impero austro-ungarico era prossimo alla resa, le spinte centrifughe dei vari gruppi nazionali si fecero sempre più forti e da più parti vennero avanzate pretese di autodeterminazione, sul modello di quanto affermato dal presidente statunitense Wilson nel famoso discorso dei Quattordici Punti.
Il 17 ottobre 1918 l'Assemblea nazionale slovena riunita a Lubiana rivendicò l'intera Carinzia (pretesa poi ridotta a 1/3 della regione), mentre il giorno 26 successivo si costituì l'Assemblea (Landesversammlung) carinziana provvisoria, in cui i partiti germanofoni auspicarono la creazione di uno stato austriaco-tedesco indipendente. Sul modello della dichiarazione di indipendenza dello stato cecoslovacco (celebrata a Praga il giorno prima), il 29 ottobre fu proclamato lo Stato degli Sloveni, Croati e Serbi e il giorno stesso l'Assemblea nazionale slovena proclamò la riunione delle terre slovene con quest'ultimo. La resa militare dell'Austria-Ungheria alle potenze dell'Intesa seguì il 3 novembre successivo, per mezzo dell'armistizio di Villa Giusti.

### Le ostilità in Carinzia
Il governo provvisorio carinziano dichiarò l'adesione alla Repubblica dell'Austria tedesca. Il 5 novembre alcune truppe del neonato Stato degli Sloveni, Croati e Serbi varcarono il confine con la Carinzia sudorientale occupando il Rosental, la valle del Gail, Ferlach e Völkermarkt a nord della Drava. Nello stesso tempo il governo provvisorio del Land spostò la propria sede nella più sicura Spittal an der Drau e il 5 dicembre successivo il reggente Arthur Lemisch, contrariamente alla volontà del governo centrale di Vienna, proclamò la resistenza armata contro ogni ulteriore avanzata delle truppe serbo-croato-slovene. La controffensiva carinziana portò alla riconquista di Arnoldstein il 5 gennaio 1919, ad un'avanzata nel Rosental e alla ripresa di Ferlach, finché il 15 gennaio le parti si trovarono a Graz per trattare un armistizio.

### La Missione Miles
Il negoziato sulle clausole armistiziali giunse però allo stallo e fu in quell'occasione che il tenente colonnello Sherman Miles (membro di una missione americana a Vienna e presente come osservatore), al fine di scongiurare il fallimento delle trattative e ulteriori spargimenti di sangue, si candidò volontario per studiare in loco il territorio conteso al fine di determinare una linea di demarcazione provvisoria in attesa della conferenza di pace. Il 22 gennaio la proposta trovò il consenso delle parti e la cosiddetta "Missione Miles" - costituita da quattro statunitensi (due militari, uno slavista e un geografo) e un rappresentante di ciascuna parte - poté essere inviata in Carinzia meridionale, dove svolse le proprie indagini tra il 28 gennaio e il 5 febbraio.
In seguito alle indagini svolte e alle testimonianze raccolte la missione americana constatò con sorpresa che la maggioranza della popolazione non auspicava una divisione della regione: agli agricoltori carinziani di lingua slovena interessava di più poter smerciare i propri prodotti sulle piazze di Klagenfurt e Villaco piuttosto che riunirsi con i fratelli slavi del sud. Nella relazione conclusiva della missione, tre americani su quattro si dichiararono contrari ad una spartizione della Carinzia e proposero come linea di armistizio e di confine la linea di displuvio delle Caravanche.

### I negoziati del trattato di pace
All'inizio del mese di aprile ebbero inizio i lavori preparatori del trattato di pace tra l'Austria e i paesi dell'Intesa: una speciale commissione di esperti, costituita da due rappresentanti ciascuno per gli Stati Uniti, il Regno Unito, la Francia e l'Italia, esaminò le varie proposte. La richiesta massima di Belgrado, ossia l'annessione di metà della Carinzia con l'inclusione di Hermagor, Villaco, Klagenfurt e Völkermarkt, fu subito ritenuta inaccettabile dagli americani, che proprio basandosi sul rapporto Miles perorarono l'attribuzione di tutta la regione all'Austria. Anche l'Italia appoggiò la posizione statunitense, mentre Francia e Regno Unito proposero il plebiscito come soluzione di compromesso; alla fine quest'ultima proposta trovò il consenso delle potenze vincitrici e il 12 maggio le stesse decisero che un plebiscito avrebbe dovuto aver luogo in Carinzia meridionale allo scopo di definire, secondo la volontà della popolazione, la frontiera definitiva tra le due nazioni confinanti.
Come contromossa diplomatica la delegazione jugoslava decise di ridurre le proprie pretese e propose una linea più arretrata di confine (quella che sarebbe poi stata adottata come linea di demarcazione tra la Zona A e B) a condizione che il territorio fosse assegnato al Regno Serbo-Croato-Sloveno immediatamente e senza plebiscito. La proposta trovò le potenze europee d'accordo, ma a quel punto intervenne il presidente Wilson che, citando il rapporto della Missione Miles, convinse i partner europei a far comunque svolgere il plebiscito nell'intera area contesa per non sconvolgere l'unità geografico-politica del bacino di Klagenfurt. Gli eventi precipitarono e nel tentativo di scongiurare le disposizioni del trattato per mezzo della politica del fatto compiuto, il 28 maggio il generale Rudolf Maister, governatore militare jugoslavo di Maribor, oltrepassò il confine. Nel frattempo, in seguito a nuove insistenze jugoslave presso le cancellerie europee, il 4 giugno gli alleati dell'Intesa confermarono la necessità del plebiscito ma fecero propria la linea di confine proposta da Belgrado per dividere definitivamente l'area contesa in una Zona A (a sud) e in una Zona B (a nord). Maister occupò poi Klagenfurt il 6 giugno, salvo poi doverla sgomberare il 31 luglio successivo per ordine del Consiglio Supremo degli Alleati.

### Il trattato di Saint-Germain
Il 10 settembre 1919 fu infine firmato il trattato di pace di Saint-Germain, che nella sezione relativa al Regno Serbo-Croato-Sloveno (artt. 46-52) disciplinò dettagliatamente le modalità di determinazione della frontiera tra i due stati. In base all'art. 50, ai fini del plebiscito, la zona contesa fu divisa in due parti: una Zona A, di maggiore estensione e corrispondente alla fascia di confine, e una Zona B, più piccola e situata più a nord, comprendente la città di Klagenfurt. Il plebiscito sarebbe dovuto avvenire entro tre mesi dalla ratifica del trattato prima nella Zona A, e qualora gli abitanti di quest'ultima si fossero espressi a favore dell'annessione en bloc al Regno Serbo-Croato-Sloveno, un secondo plebiscito avrebbe dovuto aver luogo nella Zona B. Per quanto riguarda l'elettorato attivo, furono chiamati a votare tutti i residenti al 1º gennaio 1919, senza distinzione di sesso, aventi 20 anni compiuti, a condizione che fossero nativi della zona oppure ivi residenti almeno dal 1º gennaio 1912. Furono invece sottratte alla possibilità di referendum alcune piccole parti della Carinzia meridionale, che in base all'art. 27 dello stesso trattato l'Austria avrebbe dovuto comunque cedere al Regno d'Italia (Tarvisio e la Val Canale) e al Regno Serbo-Croato-Sloveno (Unterdrauburg e alcune valli contigue).
In attesa della consultazione, secondo le disposizioni del trattato la Zona B rimase sotto controllo austriaco, mentre la Zona A sotto quello delle truppe serbo-croato-slovene.

## 10 ottobre 1920: svolgimento del plebiscito
Conseguentemente alla ratifica del trattato di Saint-Germain, avvenuta il 16 luglio 1920, il plebiscito fu fissato per il 10 ottobre successivo nella Zona A, un'area di 1.705 km² in cui - stando al censimento austriaco del 1910 - su una popolazione totale di 71.800 abitanti circa 49.000 (68%) erano di lingua slovena, ed appena 22.800 di lingua tedesca.
Nonostante ciò, il 59,04% dei votanti si espressero a favore della permanenza in Austria: una parte sostanziale (circa il 40%) degli sloveni carinziani optò dunque per la continuità storico-territoriale rispetto al cambiamento in base a criteri etnico-linguistici sui quali lo Stato Serbo-Croato-Sloveno aveva invece fatto affidamento. Tale risultato fu verosimilmente il frutto di lunghi secoli di assimilazione culturale, sociale ed economica nell'area asburgica, tenendo anche conto che un eventuale cambio di sovranità avrebbe privato i comuni interessati di un centro economico di riferimento, quale era il capoluogo regionale Klagenfurt, e del maggior benessere associato alle aree di amministrazione asburgica. Ad ogni modo, all'interno della Zona A la volontà di rimanere in Austria fu più forte nei comuni posti più a nord e viceversa meno marcata nelle località più prossime alla frontiera: in totale 33 comuni votarono per l'Austria e 18 per il Regno Serbo-Croato-Sloveno.
| distretto   | Austria | Regno S.C.S. |
| ----------- | ------- | ------------ |
| Rosegg      | 1980    | 2318         |
| Ferlach     | 6427    | 4981         |
| Völkermarkt | 8306    | 2444         |
| Bleiburg    | 5312    | 5535         |
| totale      | 22.025  | 15.278       |

Visto l'esito del plebiscito nella Zona A, in forza delle disposizioni del trattato di pace non si procedette alla consultazione nella Zona B. Il Regno Serbo-Croato-Sloveno non accettò inizialmente il risultato e tentò nuovamente di occupare militarmente la regione, finché dovette piegarsi di fronte all'intimazione categorica da parte della conferenza degli ambasciatori a Parigi del 16 ottobre e alle pressioni da parte britannica, francese e italiana. Il 18 novembre il commissario per il plebiscito trasferì il controllo della regione all'Austria e quattro giorni dopo venne ufficialmente ripristinata la sovranità austriaca, che non fu più messa in discussione neppure nel corso dell'occupazione jugoslava della Carinzia nel secondo dopoguerra.